# Petre Nuță
Petre Nuță (nascido em 2 de julho de 1928, data de morte desconhecida) é um ex-ciclista romeno. Nos Jogos Olímpicos de Verão de 1952 em Helsinque, fez parte da equipe romena que terminou em décimo segundo lugar no contrarrelógio por equipes. Também competiu na estrada individual, mas não conseguiu completar a corrida.